# Campegius Vitringa (1659-1722)
Campegius Vitringa (Leeuwarden, 16 mei 1659 - Franeker, 21 maart 1722) was een Nederlandse hoogleraar theologie.

## Leven en werk
Vitringa werd op 16 mei 1659 geboren als zoon van de substituut-officier van het Hof van Leeuwarden Horatius Vitringa en van Albertina de Haen. Zijn voornaam Kempe of Keijmpe wijzigde hij later in Campegius. Hij studeerde theologie aan de universiteit van Franeker en aan de universiteit van Leiden waar hij in 1679 promoveerde. Een jaar later werd hij benoemd tot hoogleraar in Franeker. Hij doceerde daar onder meer Oosterse talen, theologie en kerkgeschiedenis. Hij trouwde op 25 november 1681 met Wilhelmina van Hel (ook Hellius). Vitringa was een leerling van Herman Witsius, die zijn theologisch denken heeft gevormd. Hij wordt gerekend tot de coccejanen, maar wel met een eigen invulling. Hij had aandacht voor de praktijk van het geestelijk leven en de plaats van mystiek. Zijn theologische opvattingen brachten hem in conflict met de aanhangers van Voetius. In 1684 werd hij van ketterij beschuldigd en in 1698 wisten de Voetianen zijn benoeming tot hoogleraar in Utrecht te verijdelen. In 1702 weigerde hijzelf een beroep naar Utrecht te accepteren.
Vitringa overleed in maart 1722 op 62-jarige leeftijd. Zijn gelijknamige zoon Campegius was in 1715 benoemd tot hoogleraar theologie aan de universiteit van Franeker. Hij overleed kort na zijn vader in januari 1723.